# قائمة مؤلفات جلال الدين السيوطي

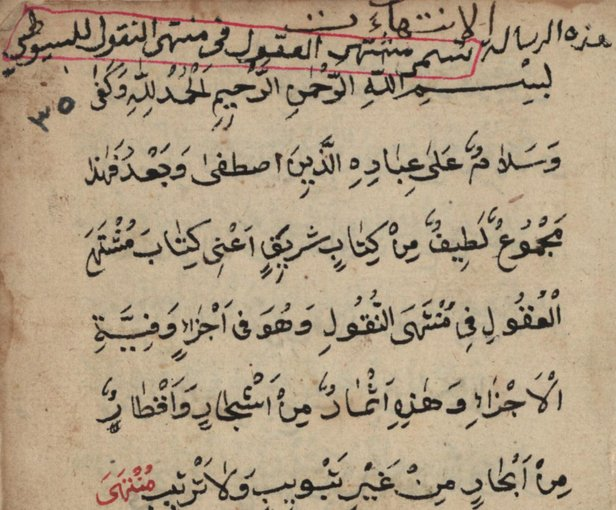
مخطوطة «مُشتَهى العقول في مُنتَهى النُّقول» - دار الكتب المصرية.

قائمة مؤلفات جلال الدين السيوطي ألَّف جلال الدين السيوطي المتوفى سنة 911 هجري نحو 500 كتاب ورسالة، وقيل: أكثرَ من ذلك.

قال عبد القادر الشاذلي، تلميذُ السيوطي، في كتابه «بهجة العابدين»: إنه لزم السيوطي نحواً من أربعين سنة، وكتب من مؤلفات أستاذه كثيراً، ويقول أيضاً: 

## قائمة المؤلفات
هذا ثبت لجميع أسماء كتب ومؤلفات المنسوبة للسيوطي من كتاب بعنوان «دليل مخطوطات السيوطي وأماكن وجودها» مرتبة على حروف المعجم، وعددها 1057 كتاب ورسالة.

### أ
- آداب الملوك.
- آكام العقيان في أحكام الخصيان.
- الآية الكبرى في شرح قصة الإسراء.
- الابتهاج بنظم المنهاج.
- البهجة المرضية (في شرح ألفية ابن مالك).
- البهجة السنية في شرح أسامي النبي  (البهجة السنية في الأسماء النبوية).
- أبواب السعادة في أسباب الشهادة.
- الإتقان في علوم القرآن.
- إتحاف الاخصا في فضائل المسجد الأقصى.
- إتحاف الفرقة برفو الخرقة.
- إتحاف النبلاء بأخبار الثقلاء.
- إتحاف الوفد بنبأ سورتي الخلع والحفد.
- إتمام الدراية لقراء النقاية.
- إتمام النعمة في اختصاص الإسلام بهذه الأمة.
- الأجر الجزل في الغزل.
- الأجوبة الزكية عن الألغاز السبكية.
- الأحاجي النحوية.
- أحاديث التسبيح الواردة في الحديث الصحيح.
- الأحاديث الحسان في فضل الطيلسان.
- أحاديث الشتاء.
- أحاديث شريفة في فضائل قزوين والإسكندرية.
- الأحاديث المنيفة في فضل السلطنة الشريفة.
- أحاديث واردة في التشهد والجنائز والزكاة والصوم والحج وغير ذلك.
- الأحاديث الواردة في الطاعون والدعاء بدفع الوباء.
- أحاديث مسلسلات.
- أحاديث من الجامع الصغير.
- أحاسن الاقتناس في محاسن الاقتباس أو أحاسن الائتناس.
- الاحتفال بالأطفال.
- أحوال البعث.
- إحياء الميت بفضائل أهل البيت.
- الأخبار المأثورة في الأطلاء بالنورة.
- الأخبار المروية في سبب وضع العربية أو دقائق الأخبار المروية في سبب وضع العربية.
- الأخبار المستفادة فيمن ولّي مكة المكرمة من آل قتادة.
- أخبار الملائكة.
- أخبار النبلاء (انظر إتحاف النبلاء بأخبار الثقلاء).
- الاختلاف في سؤال الأطفال.
- اختلاف الناس في الصلاة الوسطى.
- أدب الفتيا أو آداب الفتوى.
- أدب القاضي على مذهب الشافعي.
- الأدب المفرد في الحديث.
- أذكار الأذكار.
- أربعون حديثاً في رفع اليدين في الدعاء.
- أربعون حديثاً في فضل الجهاد.
- أربعون حديثاً في قواعد الأحكام الشرعية وفضائل الأعمال.
- أربعون حديثاً في ورقة.
- أربعون حديثاً من رواية مالك عن نافع عن ابن عمر.
- أربعون حديثاً من الصحاح والحسان.
- أربعون حديثاً ويليها مسائل في أمور مختلفة.
- الأربعون المتباينة.
- الأرج في الفرج.
- أرجوزة في فتنة المقبور.
- إرشاد المهتدين إلى أسماء المجددين.
- إرشاد المهتدين إلى نصرة المجتهدين.
- الأركان في ليس في الإمكان أبدع مما كان.
- إزالة الوهن في مسألة الرهن.
- أزهار الآكام في أخبار الأحكام.
- أزهار العروش في أخبار الحبوش.
- أزهار الفضة في حواشي الروضة.
- الأزهار الفائحة على الفاتحة.
- الأزهار في ما عقده الشعراء من الآثار.
- قطف الأزهار المتناثرة في الأخبار المتواترة.
- الأساس في مناقب بني العباس.
- أسباب الاختلاف في الفروع.
- أسباب الحديث.
- أسباب النزول.
- إسبال الكساء على النساء.
- استغفار أبي مدين وتخميسه.
- الاستنصار بالواحد القهار…
- اسجال الاهتداء بابطال الاعتداء.
- أسرار التنزيل أو قطف الأزهار في كشف الأسرار.
- إسعاف الطلاب بترتيب الشهاب.
- إسعاف المبطأ برجال الموطأ.
- الأسفار عن قلم الأظفار.
- أسماء المدلسين من الرواة.
- الأسئلة الماية التي رفعت الإمام العالم وأجوبتها نثراً.[3]
- المقامة اللؤلؤية.

### ب
- بدائع الزهور في وقائع الدهور.
- بذل العسجد لسؤال المسجد.
- بذل المجهود لخزانة محمود.
- بذل الهمة في طلب براءة الذمة.
- برد الأكباد في الصبر على فقد الأولاد.
- برد الظلال في تكرار السؤال.
- بزوغ الهلال في الخصال الموجبة للظلال.
- بسط الكف في إتمام الصف.
- بانت سعاد.
- بارق في قطع يد السارق.
- بشرى العابس في حكم البيع والديور والكنائس.
- بشرى الكئيب بلقاء الحبيب (وهو تلخيص كتاب أحوال البرزخ).
- بغية الزائد في الذيل على مجمع الزوائد.
- بغية الوعاة في طبقات اللغويين والنحاة.
- بغية الوعاظ في طبقات الحفاظ.
- بلبل الروضة (كوكب الروضة).
- بلغة المحتاج في مناسك الحاج.
- بلوغ الأمنية في الخانقاه الركنية.
- بلوغ المآرب في أخبار العقارب.
- بلوغ المآرب في قص الشارب.
- بلوغ المأمول في خدمة الرسول.
- بهجة الناظر ونزهة الخاطر.
- بيان التشبيه في اللهم صل على محمد.
- بيان قول النبي من عرف نفسه فقد عرف ربه.

### ت
- تنبيه الغبي بتبرئة ابن العربي

### ر
- رسائل الإمام الحافظ جلال الدين السيوطي في نجاة والدي النبي

### ش
- شرح عقود الجمان
- شرح سنن النسائي

### ص
- صون المنطق والكلام عن فن المنطق والكلام

### ك
- الكواكب السيارات الناذريات من العشاريات (مخطوطة على موقع الألوكة (تاريخ الاطلاع: 1 يناير 2022))

### و

غلاف كتاب الوسائل إلى معرفة الأوائل

- الوسائل إلى معرفة الأوائل